# マハーバト・ハーン

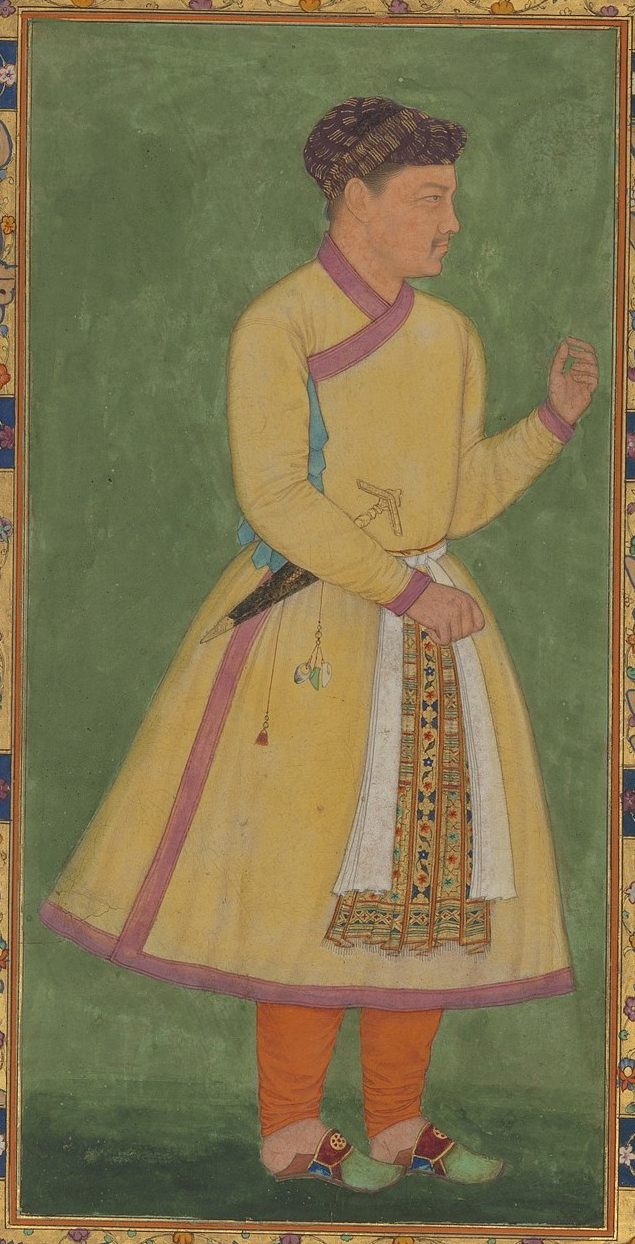
マハーバト・ハーン

マハーバト・ハーン（ウルドゥー語: مهابت خان, Mahabat Khan）は、ムガル帝国の政治家・武将。財務官、軍総司令官、ベンガル太守でもある。

## 生涯

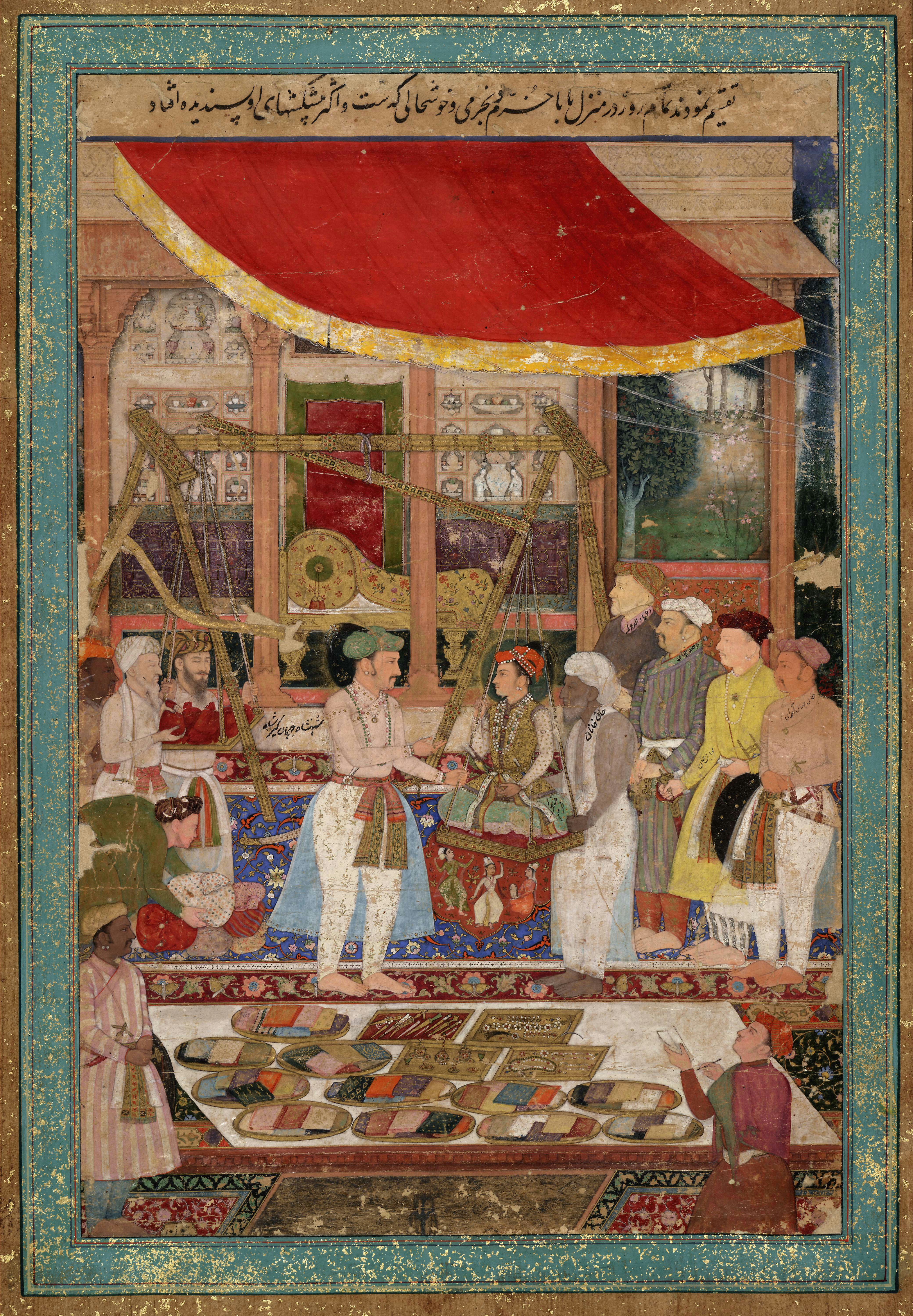
マハーバト・ハーンとジャハーンギール及び皇子

マハーバト・ハーンはカーブルの著名でなおかつ裕福なリズヴィー・サイイドの家系に生まれた。彼の父はイランからアフガニスタンのカーブルへと移住し、そこの部族に同化した人物だった。
マハーバト・ハーンはカーブルで事実上独立の立場をとっていたムガル帝国の皇帝アクバルの弟ミールザー・ハキームに仕えていた。だが、1585年10月に彼が死亡すると、帝都デリーへと帰順した。マハーバト・ハーンはムガル帝国の軍隊に入り、アクバルの皇太子サリームに仕えることとなった。彼はすぐにサリームに気に入られ、500人の兵士を与えられた。
1605年、サリームがアクバルの死により皇帝ジャハーンギールとなると、マハーバト・ハーンはさらに1000の兵を与えられ、帝国の財務官にも任命された。
1622年、マハーバト・ハーンはジャハーンギールの皇子フッラムが反乱を起こすとその鎮圧を命じられ、1623年にフッラムを破って勝利した。彼はジャハーンギールによってその功績を認められ、7000人の兵の指揮官に任命されるとともに、軍総司令官にも任命された。
しかし、皇帝ジャハーンギールの妃ヌール・ジャハーンはこれを快く思っていなかった。彼女はマハーバト・ハーンがパルウィーズを後継者に推していたこと、また与えられた権限の大きさとその高まった威信と権威を恐れていた。そのため、マハーバト・ハーンはベンガル太守に任命され、ベンガルと左遷させられた。
1626年、マハーバト・ハーンはベンガルにとどまるか、あるいは皇帝のいる宮廷に赴くかを選択させられたとき、後者の選択をした。このとき、彼は自身に忠実なラージプートの兵士も率いたまま、ジャハーンギールとヌール・ジャハーンのもとへと赴いた。そして、マハーバト・ハーンはパンジャーブのラホールの宮廷に到着すると、ヌール・ジャハーンを部下に命じて捕えさせ監禁させ、事実上クーデターの形で権力を握った。
だが、ヌール・ジャハーンの必死の説得により、マハーバト・ハーンは彼女を解放したばかりか、その軍門に下ってしまった。彼自身非情になることが出来ず、また独裁者となるつもりもなかったのであろうと考えられる。

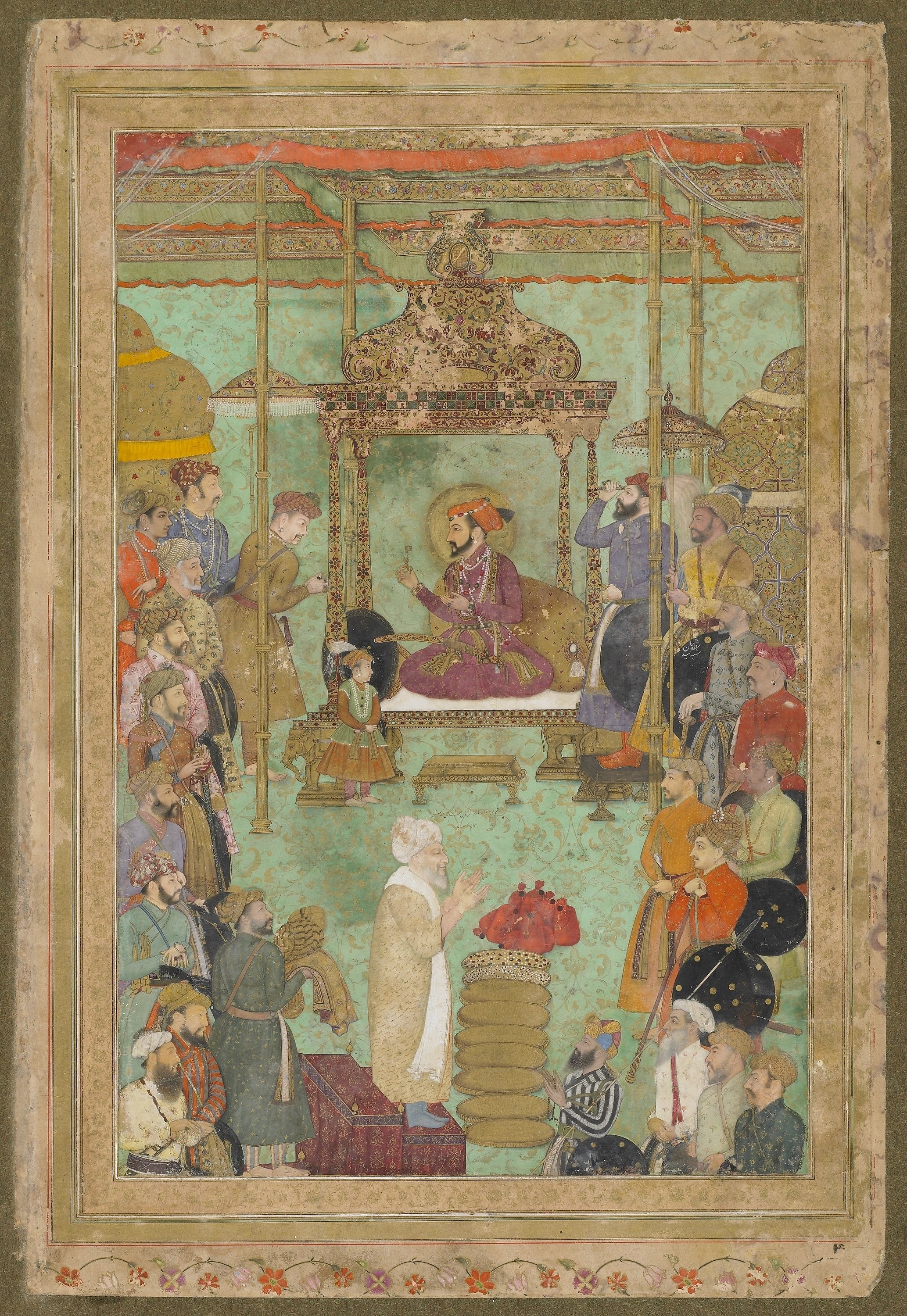
シャー・ジャハーンの即位式に出るマハーバト・ハーン（左）

同年10月、マハーバト・ハーンの支持していたパルヴィーズが死ぬと、それからまもなく、彼は皇子フッラムと争い始めた。ヌール・ジャハーンは二人の排除を試みたがたが、同年にジャハーンギールが急死した。
そのため、マハーバト・ハーンはフッラムの陣営に行き、彼に帰順するところとなった。彼はフッラムの皇位継承に尽力し、1628年2月にフッラムはシャー・ジャハーンの名の下に即位した。
その後、マハーバト・ハーンはラージャスターンのアジメール太守に任命され、デカンへと赴任したのち、1634年10月にパリンダー死亡した。